# Copi-Naturschutzgebiet
Das Copi-Naturschutzgebiet liegt in Suriname, im Distrikt Para, im Einzugsgebiet des Cassewinica, einem linken Nebenfluss des Commewijne. 
Das Reservat wurde 1986 gegründet und umfasst ein Areal von circa 180  km². Es dient dem Schutz der hier vorkommenden Savannen-Arten. Außerdem ist der Cassewinica für seinen Fischreichtum bekannt und hier befinden sich Nestplätze von Fischottern und Kaimane. Im Schutzgebiet verläuft auch ein Teil des in der zweiten Hälfte des 18. Jahrhunderts angelegten Kordon-Pfades. Diese historische Anlage von insgesamt 94 km Länge mit seinen militärischen Posten sollte die Plantagen gegen Überfälle der Maroons schützen. 